# Nomenclatura de la munición

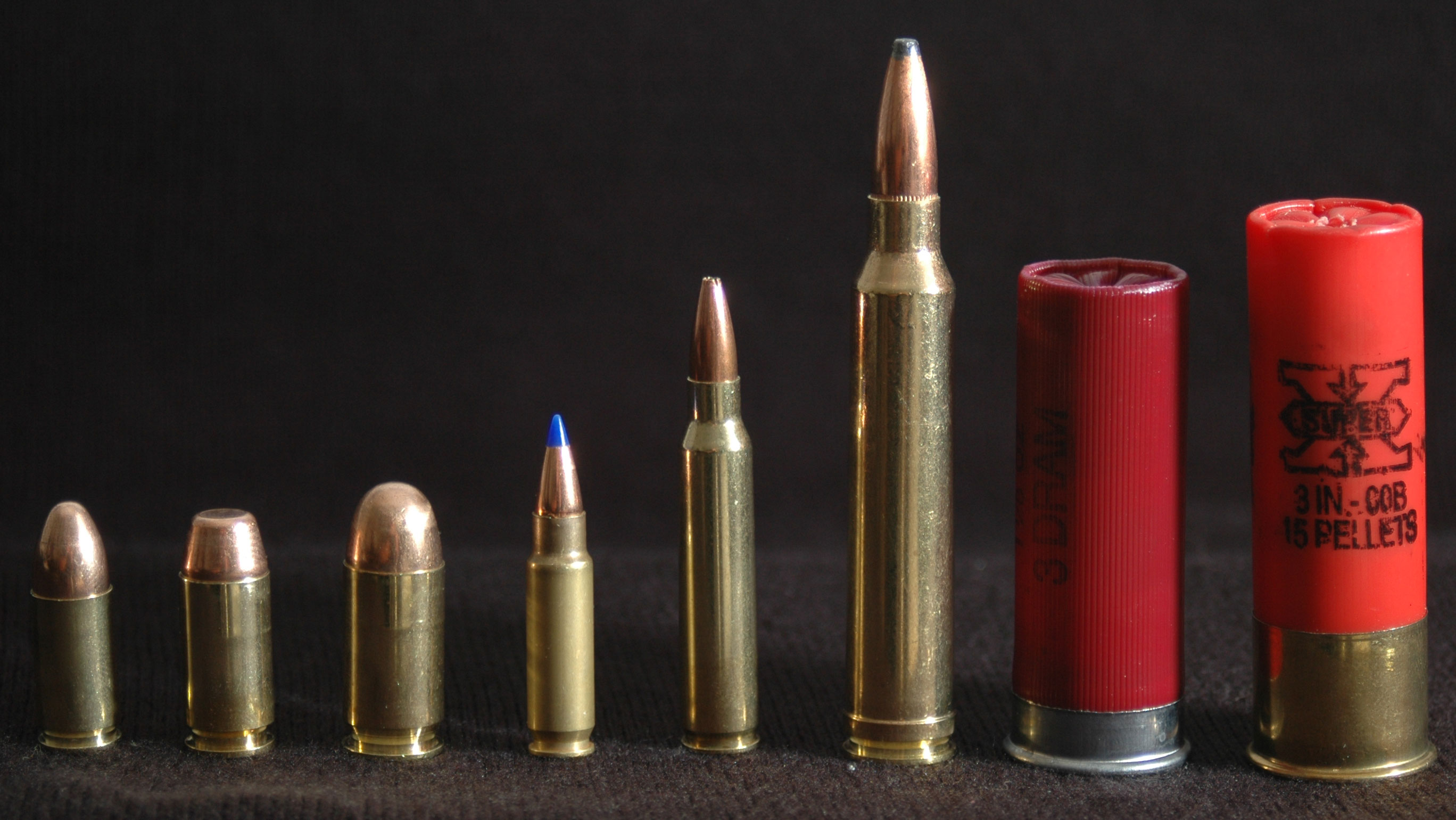
Cartucho de 9 mm Parabellum, .40 S&W, .45 ACP, 5,7 × 28 mm, 5,56 mm OTAN, .300 Winchester Magnum y Calibre 12.

En el primer caso se define como calibre la cantidad de balas de plomo, esféricas, que se pueden obtener de una libra de plomo. Por eso, cuanto menor es la cifra que identifica al calibre, mayor es el diámetro del mismo. En el segundo caso las medidas consisten en el diámetro del proyectil por ("x") el largo de la vaina. Un ejemplo sería 5,6 x 61 Existe una diferencia fundamental entre el sistema empleado para definir un calibre de cartucho para arma de cañón liso, también llamado de ánima lisa (escopeta), y el empleado para un arma de cañón rayado o de ánima estriada (fusil, subfusil, pistola, lanzagranadas). Las estrías son las hendiduras helicoidales que se acuñan al ánima de un cañón con el propósito de generar un movimiento giroscópico en la punta de una bala, de forma tal que en el momento de producirse la deflagración de la pólvora y abandonar la vaina gire sobre su eje dándole así mayor precisión al proyectil.

## Sistemas de medición de la munición

### Sistema Métrico Decimal
Los primeros en aplicar este tipo de nomenclatura fueron los alemanes, que para la época de la normalización poseían la industria armamentística más importante de la época. Consiste en definir el cartucho con dos números separados por un aspa y expresado en milímetros. El primero indica el calibre de la bala y el segundo la longitud de la vaina.
Por ejemplo el cartucho 5,56 × 45 OTAN, significa que el proyectil tiene un calibre de 5,56 milímetros y la parte de la vaina donde va el explosivo mide 45 milímetros de longitud. Luego se pueden añadir las siguientes letras:
R (rimmed) : Significa que la vaina tiene pestaña o reborde para ser usada en armas de cañones basculantes o de cerrojo. Su ausencia indica que el cartucho posee una vaina de ranura, generalmente utilizada en fusiles de cerrojo , como el 7,62 × 54 mm R ruso.
SR (semi rimmed) : Significa que la vaina tiene una pestaña pero más corta que la normal como en el caso del 9 × 23 mm SR (.38 ACP) .
P: Se denomina así a las balas que terminan en punta. 
PP: Las que terminan en punta y tienen un peso superior al normal

### Sistema Imperial (sistema de medición inglés en pulgadas)
Los países dependientes del antiguo imperio británico (británicos y canadienses) se basan en su sistema de medición, denominado Sistema Imperial. Una pulgada (25,4 mm) la dividen en décimas o centésimas, y es usado para medir un calibre. A diferencia del sistema métrico decimal, en donde las fracciones de unidad se escriben con un cero seguido de una coma o punto y la cantidad significativa (7,62), los anglosajones lo hacen mediante un punto seguido de la fracción de pulgada correspondiente (.308, por ejemplo).
Los británicos expresan sus cartuchos por su calibre, real o nominal, en milésimas de pulgada, seguido del nombre del inventor o fabricante que bajo patente era su diseñador o propietario. Ejemplo: .505 Gibbs.
En muchos casos se le añaden también las terminaciones del explosivo que es usado para la propulsión del proyectil como BP (Black Powder, pólvora negra) o NE (Nitro Expres, pólvora sin humo nitrocelulosa), de la velocidad de salida de la bala como MAGNUM (que indica que el proyectil sobrepasa los 762 metros por segundo de velocidad), o por el acabado del casquillo, como Flanged (cartuchos con pestaña o reborde) o Belted (vaina reforzada en la parte posterior).

### Sistema Imperial (sistema de medición estadounidense en pulgadas)
Es un sistema de uso común en todo el mundo, pues las armas de este origen han tenido y tienen amplia difusión comercial, además por ser las armas más comunes en servicio en los ejércitos asesorados por los militares de EE. UU. .
La cifra que caracteriza al calibre indica, en centésimas de pulgada, el diámetro interior del cañón antes del estriado. El sistema es similar al inglés con la diferencia de que la unidad empleada es la centésima de pulgada y no la milésima. Esto significa que un cartucho de calibre .380 inglés corresponde a uno .38 norteamericano.
Encontramos denominaciones de calibres formadas por dos cifras o en algunos casos por tres, como por ejemplo el cartucho .38-40 conocido también como .38 Winchester CF. Las dos primeras cifras (.38) indican el calibre del mismo, mientras que las siguientes (40) indican el contenido de explosivo propelente o granos de pólvora negra con los que se cargó originalmente. Debemos recordar que un grano equivale a 0,064 gramos (64 miligramos).
Lo mismo ocurre con el .44-40 o .44 WCF. Cuando se trata de tres cifras, como por ejemplo el .45-90-405 Winchester, las dos primeras cifras (.45) indican el calibre del arma, las segundas (90) los granos de pólvora negra de la carga original y la tercera (405) los granos que pesa el proyectil de plomo en la carga original.
También nos podemos encontrar con cartuchos en los que aparece el nombre del diseñador (.30 Newton, .30 Gibbs, .257 Roberts, etc.) o bien denominaciones o nomenclaturas en las cuales se indica la velocidad inicial del proyectil (.250 - 3000 Savage, .22 - 4000 Sedgley, etc.) en pies por segundo, o en el año en que tuvo su origen el cartucho, como es el caso del empleado por el ejército de los EE. UU. hasta la adopción del 7,62 x 51 OTAN o .308 Winchester y bien conocido por los aficionados a la caza y el tiro. Nos referimos, por supuesto, al .30-06 Springfield (.30 del calibre y 06 de 1906, que es el año en que se diseñó). 
Una excepción a esta nomenclatura es el ampliamente utilizado en la caza mayor, 7 mm. Remington Magnum, cartucho norteamericano basado en la vaina del .338 Winchester Magnum con una reducción en el cuello de la misma para así poder albergar un proyectil de 7 mm. Fue el cartucho más potente de su género hasta que apareció el también potentísimo y ampliamente utilizado .300 Winchester Magnum.
Últimamente están también en auge los cartuchos Short Magnum y Ultra Magnum, patentados por las firmas Winchester y Remington respectivamente. Se trata de cartuchos con vainas más cortas y más gruesas que sus homólogos convencionales, aumentando así la capacidad de pólvora del cartucho y reduciendo la longitud del mismo, dando como resultado potentes cartuchos con menor longitud. Ejemplos de estos son: .300 Winchester Short Magnum, .338 Winchester Short Magnum, 7 mm Winchester Short Magnum, .338 Remington Ultra Magnum, 7 mm Remington Ultra Magnum, .375 Remington Ultra Magnum, etc.